# Municipio de Hamlin (Iowa)
El municipio de Hamlin (en inglés: Hamlin Township) es uno de los doce municipios ubicados en el condado de Audubon en el estado estadounidense de Iowa. En el año 2000 el municipio tenía una población de 305 habitantes y una densidad poblacional de 3,3 personas por km².

## Geografía
El municipio de Hamlin se encuentra ubicado en las coordenadas 41°38′34″N 94°55′02″O / 41.64278, -94.91722.